# Эрцеговац, Стевимир
Стевимир Эрцеговац (хорв. Stevimir Ercegovac; род. 20 января 1974, Загреб) — хорватский легкоатлет, специалист по толканию ядра. Выступал за сборную Хорватии по лёгкой атлетике в 1997—2004 годах, обладатель бронзовых медалей Универсиады и Средиземноморских игр, победитель и призёр первенств национального значения, участник летних Олимпийских игр в Сиднее.

## Биография
Стевимир Эрцеговац родился 20 января 1974 года в Загребе. Занимался лёгкой атлетикой в загребском клубе «Младост».
Впервые заявил о себе на международном уровне в сезоне 1997 года, когда вошёл в состав хорватской национальной сборной и выступил на Средиземноморских играх в Бари, где в зачёте толкания ядра стал бронзовым призёром. Также в этом сезоне принял участие в чемпионате мира в Афинах — толкнул ядро на 19 метров ровно и в финал не вышел.
В 1999 году одержал победу на чемпионате Хорватии в Сплите. Будучи студентом, представлял Хорватию на Универсиаде в Пальме — с результатом 19,94 выиграл бронзовую медаль.
В сентябре 2000 года на домашних соревнованиях в Риеке установил свой личный рекорд в толкании ядра на открытом стадионе — 20,28 метра. Благодаря череде удачных выступлений удостоился права защищать честь страны на летних Олимпийских играх в Сиднее — на предварительном квалификационном этапе толкнул ядро на 18,98 метра, чего оказалось недостаточно для выхода в финал.
После сиднейской Олимпиады Эрцеговац остался действующим спортсменом на ещё один олимпийский цикл и продолжил принимать участие в крупнейших международных турнирах. Так, в 2001 году он победил на чемпионате Хорватии в Загребе, с результатом 19,29 занял шестое место на Универсиаде в Пекине.
Учился в Университете Тейлор в США, неоднократной принимал участие в различных студенческих соревнованиях, в частности в 2001—2004 годах неизменно становился чемпионом Национальной ассоциации межвузовской лёгкой атлетики (NAIA), владел рекордом этих соревнований — 20,06 метра.
Завершил спортивную карьеру по окончании сезона 2004 года.